# Eastern Isles
Eastern Isles är öar i Storbritannien.   De ligger i Scillyöarna och riksdelen England, i den södra delen av landet, 500 km väster om huvudstaden London.